# Pietro Martire Vermigli
Pietro Martire Vermigli, italijanski teolog, * 8. september 1499, Firence, † 12. november 1562, Zürich.